# Дивља река
Дивља река (енгл. „The River Wild“) амерички је филмски трилер из 1994. са Мерил Стрип у главној улози.

## Радња
Учитељица Гејл и архитекта Том, покушавајући да спасу свој брак, иду на рафтинг низ реку са својим сином Роарком и псом. Пре него што крену на пут, Гејл и Том упознају неколико сплавара: Вејда и Терија. Испоставља се да су неспособни сплавари: док покушавају да савладају брзаке, њихов чамац се преврће, а Гејл и Том их обојицу спасавају од смрти у олујном потоку.
У почетку, Вејд и Тери делују као добри момци, али онда почињу да се понашају чудно, а Гејл и Том одлучују да се одвоје од својих сапутника. Сустижу их, а онда се открива страшна истина: испоставља се да су то разбојници који беже од потере, спуштајући се низ реку. Узимајући породицу као таоца на нишану, Вејд приморава Гејл да им постане водич. Да би брзо стигао до циља, Вејд захтева да прође кроз изузетно опасан део реке који се сматра непроходним. Иако је тамо сплаварење строго забрањено, Гејл је већ једном давно успела да прође ову деоницу, али посада која ју је пратила није имала среће: он је погинуо.
Ноћу, Том бежи, Вејд јури, породица и бандити верују да је Том умро од Вејда. Гејл и криминалци успевају да плове чамцем кроз непроходан део реке. Том жури низводно и пресреће чамац, бацајући криминалце у воду. Гејл баца кесу с новцем у палубу, скрећући пажњу криминалаца, Вејд пада преко палубе, а онда Гејл, пошто је заузео револвер, нанишани у њега. Вејд убеђује Гејл да их пусти, молећи за милост и надајући се да Гејл није у стању да убије човека. Гејл каже Вејду да је револвер празан, а када наређује Терију да одмах побије све, Гејл окреће цилиндар револвера са јединим преосталим патроном и, сабравши вољу, убија Вејда. Тери је разоружан и предат властима. У позадини екстремних догађаја, породица коначно склапа мир и њихов одмор се завршава срећно.

## Улоге
| Глумац          | Улога         |
| --------------- | ------------- |
| Мерил Стрип     | Гејл          |
| Кевин Бејкон    | Вејд          |
| Дејвид Стратерн | Том           |
| Џозеф Мацело    | Рорк          |
| Елизабет Хофман | Гејлина мајка |
| Џон К. Рајли    | Тери          |
| Бенџамин Брет   | Џони          |